# Jamie Bell
Andrew James Matfin Bell (* 14. března 1986 Billingham, Anglie) je britský herec a tanečník.

## Životopis
Narodil se v Billinghamu v Anglii, kde vyrůstal se svou matkou Eileen a starší sestrou Kathryn. Jeho otec John rodinu opustil ještě dříve, než se Jamie narodil. Probudil se v něm zájem o tanec poté, co doprovázel svou sestru na hodiny baletu.
V roce 1999 byl vybrán z více než 2 000 uchazečů na roli Billyho Elliota ve stejnojmenném filmu. Zde ztvárnil jedenáctiletého chlapce z dělnické třídy, který i přes zákazy svého otce začne chodit na hodiny baletu. Za tuto roli získal mnoho cen, například cenu Britské akademie filmového a televizního umění pro nejlepšího herce v hlavní roli. V roce 2000 se objevil v televizním seriálu Close & True.
V roce 2005 ztvárnil mladého Jimmyho v akčním filmu King Kong. Ve stejném roce se objevil po boku Evan Rachel Wood ve videoklipu „Wake Me Up When September Ends“ od hudební skupiny Green Day, který režíroval Samuel Bayer. V roce 2007 ztvárnil titulní postavu v dramatu Hallam Foe a byl nominován na cenu British Independent Film Award v kategorii nejlepší herec. V roce 2008 se objevil ve sci-fi Jumper a v dramatu z druhé světové války, Odpor. Ve druhém zmiňovaném ztvárnil Asael Bielski, nejmladšího ze třech bratrů, kteří za války vedli partyzánskou skupinu a zachránili život 1 200 lidí.
V roce 2011 namluvil roli Tintina v animovaném filmu Tintinova dobrodružství a zahrál si Escu ve filmu Orel Deváté legie a Jana Křtitele Riverse v dramatu Jana Eyrová. V roce 2013 se objevil po boku Jamese McAvoye ve filmu Sviňák a ztvárnil Edgara v thrilleru Ledová archa.
V letech 2014 až 2017 hrál hlavní roli v televizním seriálu Zvrat: Washingtonovi špioni. V roce 2015 ztvárnil Bena Grimma v akčním filmu Fantastická čtyřka. V roce 2017 se objevil v dramatických filmech 6 Days a Filmové hvězdy neumírají v Liverpoolu. V roce 2019 ztělesnil textaře Bernieho Taupina v životopisném a hudebním filmu Rocketman, pojednávajícím o životě zpěváka Eltona Johna.

## Osobní život
V roce 2005 se během natáčení videoklipu k písni „Wake Me Up When September Ends“ od kapely Green Day seznámil s herečkou Evan Rachel Wood a začal s ní chodit. Pár se po roce rozešel. O pět let později, v roce 2011, bylo oznámeno, že se Bell a Wood k sobě vrátili. Pár byl oddán dne 30. října 2012. V červenci 2013 se páru narodil syn, nicméně o rok později oznámili, že se rozešli.
Na konci roku 2015 začal chodit se svou kolegyní z filmu Fantastická čtyřka, Kate Marou. V lednu 2017 se pár zasnoubil a v červenci téhož roku byli Bell a Mara oddáni. V květnu 2019 se páru narodilo jejich první dítě.

## Filmografie

### Film
| Rok  | Název                                 | Role                      | Poznámky |
| ---- | ------------------------------------- | ------------------------- | -------- |
| 2000 | Billy Elliot                          | Billy Elliot              |          |
| 2002 | Mrtvá hlídka                          | vojín Charlie Shakespeare |          |
| 2002 | Nicholas Nickleby                     | Smike                     |          |
| 2004 | Undertow                              | Chris Munn                |          |
| 2005 | Můj miláček ráže 6,65                 | Dick Dandelion            |          |
| 2005 | Generace X                            | Dean Stifle               |          |
| 2005 | King Kong                             | Jimmy                     |          |
| 2006 | Vlajky našich otců                    | Ralph „Iggy“ Ignatowski   |          |
| 2007 | Hallam Foe                            | Hallam Foe                |          |
| 2008 | Jumper                                | Griffin O'Conner          |          |
| 2008 | Odpor                                 | Asael Bielski             |          |
| 2011 | Orel Deváté legie                     | Esca                      |          |
| 2011 | Jana Eyrová                           | Jan Křtitel Rivers        |          |
| 2011 | Retreat                               | vojín Jack Coleman        |          |
| 2011 | Tintinova dobrodružství               | Tintin                    |          |
| 2012 | Muž na hraně                          | Joey Cassidy              |          |
| 2013 | Ledová archa                          | Edgar                     |          |
| 2013 | Sviňák                                | Ray Lennox                |          |
| 2013 | Nymfomanka, část I.                   | K                         |          |
| 2013 | Nymfomanka, část II.                  | K                         |          |
| 2015 | Fantastická čtyřka                    | Ben Grimm                 |          |
| 2017 | Filmové hvězdy neumírají v Liverpoolu | Peter Turner              |          |
| 2017 | 6 Days                                | Rusty Firmin              |          |
| 2018 | Donnybrook                            | Jarhead Earl              |          |
| 2018 | Skin                                  | Bryon Widner              |          |
| 2019 | Rocketman                             | Bernie Taupin             |          |
| 2020 | Without Remorse                       | Robert Ritter             |          |
| —    | Cranston Academy: Monster Zone        | Danny (hlas)              |          |

### Televize
| Rok       | Název                       | Role             | Poznámky             |
| --------- | --------------------------- | ---------------- | -------------------- |
| 2000      | Close & True                | Mark Sheedy      | Díl: „Town and Gown“ |
| 2014–2017 | Zvrat: Washingtonovi špioni | Abraham Woodhull | 40 dílů              |

### Videoklipy
| Rok  | Název                            | Umělec    | Poznámky |
| ---- | -------------------------------- | --------- | -------- |
| 2005 | „Wake Me Up When September Ends“ | Green Day |          |

### Videohry
| Rok  | Název                     | Nadabovaná role  | Poznámky |
| ---- | ------------------------- | ---------------- | -------- |
| 2005 | Peter Jackson's King Kong | Jimmy            |          |
| 2008 | Jumper: Griffin's Story   | Griffin O'Conner |          |